# Pyropteron (Pyropteron) minianiforme
Pyropteron (Pyropteron) minianiforme is een vlinder uit de familie wespvlinders (Sesiidae), onderfamilie Sesiinae.
Pyropteron (Pyropteron) minianiforme is voor het eerst wetenschappelijk beschreven door Freyer in 1843. De soort komt voor in het Palearctisch gebied.